# Maglajci
Maglajci (en serbe cyrillique : Маглајци) est un village de Bosnie-Herzégovine. Il est situé dans la municipalité de Kozarska Dubica et dans la république serbe de Bosnie. Selon les premiers résultats du recensement bosnien de 2013, il compte 58 habitants.

## Démographie

### Évolution historique de la population dans la localité
| 1948 | 1953 | 1961 | 1971 | 1981 | 1991 | 2013 |
| ---- | ---- | ---- | ---- | ---- | ---- | ---- |
| 279  | 292  | 313  | 282  | 153  | 145, | 58   |

|  |